# ایتائوگوآ
ایتائوگوآ (به اسپانیایی: Itauguá) شهری در کشور پاراگوئه، ناحیه مرکزی است که جمعیت آن در سرشماری سال ۲۰۰۲ میلادی ۴۵٫۵۷۷ نفر بوده‌است.